# Județul Someș (interbelic)
Județul Someș a fost o unitate administrativă de ordinul întâi din Regatul României, aflată în regiunea istorică Transilvania. Reședința județului era orașul Dej.

## Întindere

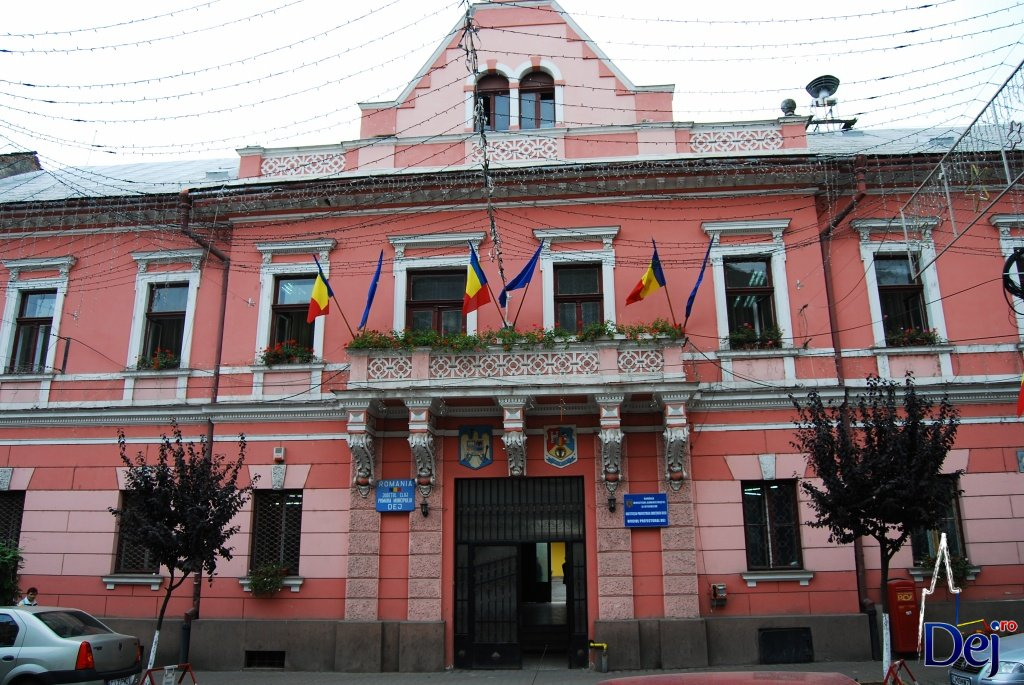
Clădirea Prefecturii județului Someș din perioada interbelică. Clădirea îndeplinește în prezent rolul de sediu al Primăriei municipiului Dej și este situată pe Str. 1 Mai nr. 2.

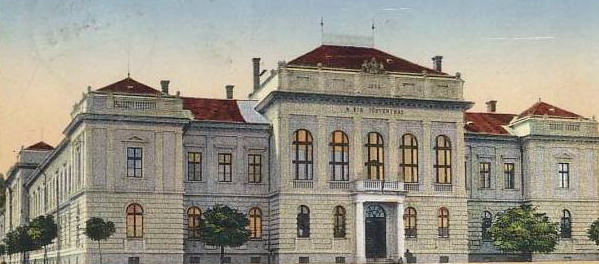
Clădirea Tribunalului județului Someș din perioada interbelică. Clădirea-monument istoric, construită în anul 1894 și situată pe Str. Nicolae Titulescu nr. 2 (Piața 16 Februarie nr. 4), găzduiește în prezent Judecătoria Dej. Edificiul este cunoscut sub denumirea de Palatul de Justiție din Dej.

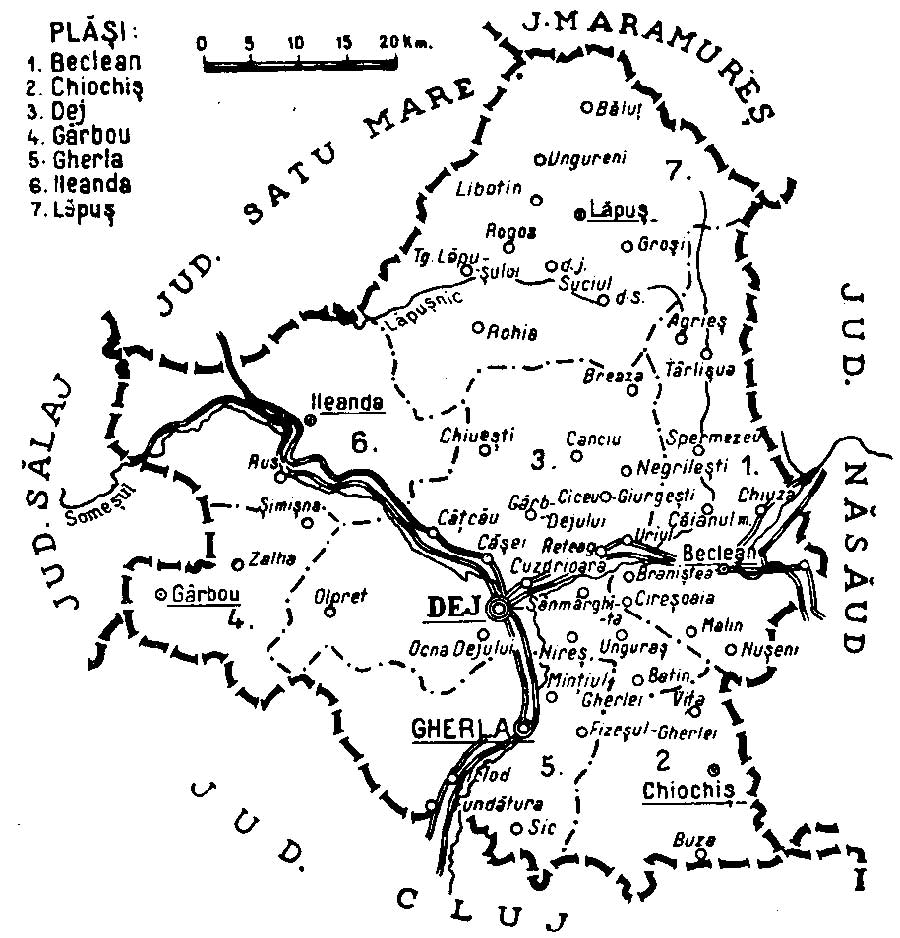
Harta județului, cu dispunerea și denumirea plășilor, în anul 1938.

Județul se afla în partea de nord-vest a României Mari, în nordul regiunii Transilvania. Se învecina la nord cu județele Satu Mare și Maramureș, la vest cu județul Sălaj, la sud cu județul Cluj, iar la est cu județul Năsăud. În prezent teritoriul județului Someș formează nordul județului Cluj, nord-estul județului Sălaj (până la comuna Letca, inclusiv), sudul județului Maramureș (zona orașului Târgu Lăpuș) și vestul județului Bistrița-Năsăud (zona orașului Beclean). Întinderea administrativă a județului Someș a fost cea a comitatului Solnoc-Dăbâca care a funcționat în perioada 1876-1920. Județul Someș a fost desființat odată cu reforma administrativă din 6 septembrie 1950.

## Organizare
Județul Someș cuprindea inițial șase plăși:
1. Plasa Beclean (cu reședința la Beclean),
2. Plasa Dej (cu reședința la Dej),
3. Plasa Gârbou (cu reședința la Gârbou),
4. Plasa Gherla (cu reședința la Gherla),
5. Plasa Ileanda (cu reședința la Ileanda) și
6. Plasa Lăpuș (cu reședința la Târgu Lăpuș).

Ulterior a fost înființată și a șaptea plasă:
1. Plasa Chiochiș (cu reședința la Chiochiș).

Pe teritoriul județului Someș existau două comune urbane (orașe): Dej (reședința județului) și Gherla.

## Populație
Conform datelor recensământului din 1930 județul număra 219.335 de locuitori, dintre care 77,5% români, 15,4% maghiari, 4,8% evrei ș.a. Din punct de vedere confesional populația era alcătuită în majoritate de greco-catolici (63,5%), urmați de ortodocși (15,0%), reformați (12,8%), romano-catolici (3,2%) ș.a.

### Mediul urban
Populația urbană era formată din 41,3% români, 33,0% maghiari, 20,1% evrei, 1,7% armeni ș.a. Ca limbă maternă în mediul urban predomina româna (41,4%), urmată de maghiară (36,8%), idiș (18,3%), germană (1,0%) ș.a. Din punct de vedere confesional la oraș majoritatea era alcătuită tot din greco-catolici (33,2%), urmați de reformați (22,6%), mozaici (20,2%), romano-catolici (11,9%), ortodocși (8,6%), armeano-catolici (2,3%) ș.a.

## Materiale documentare

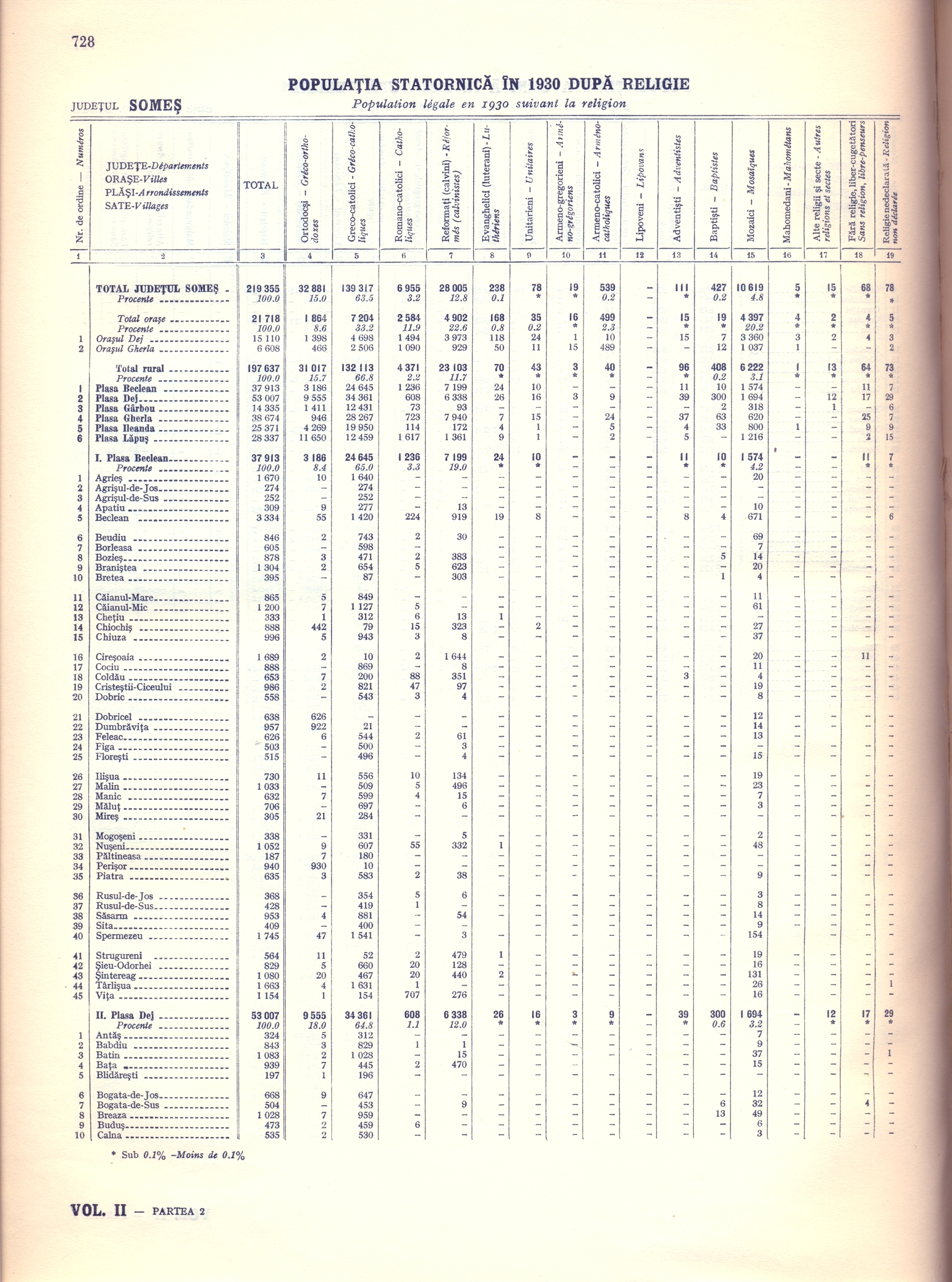
Populația județului în anul 1930, după religie
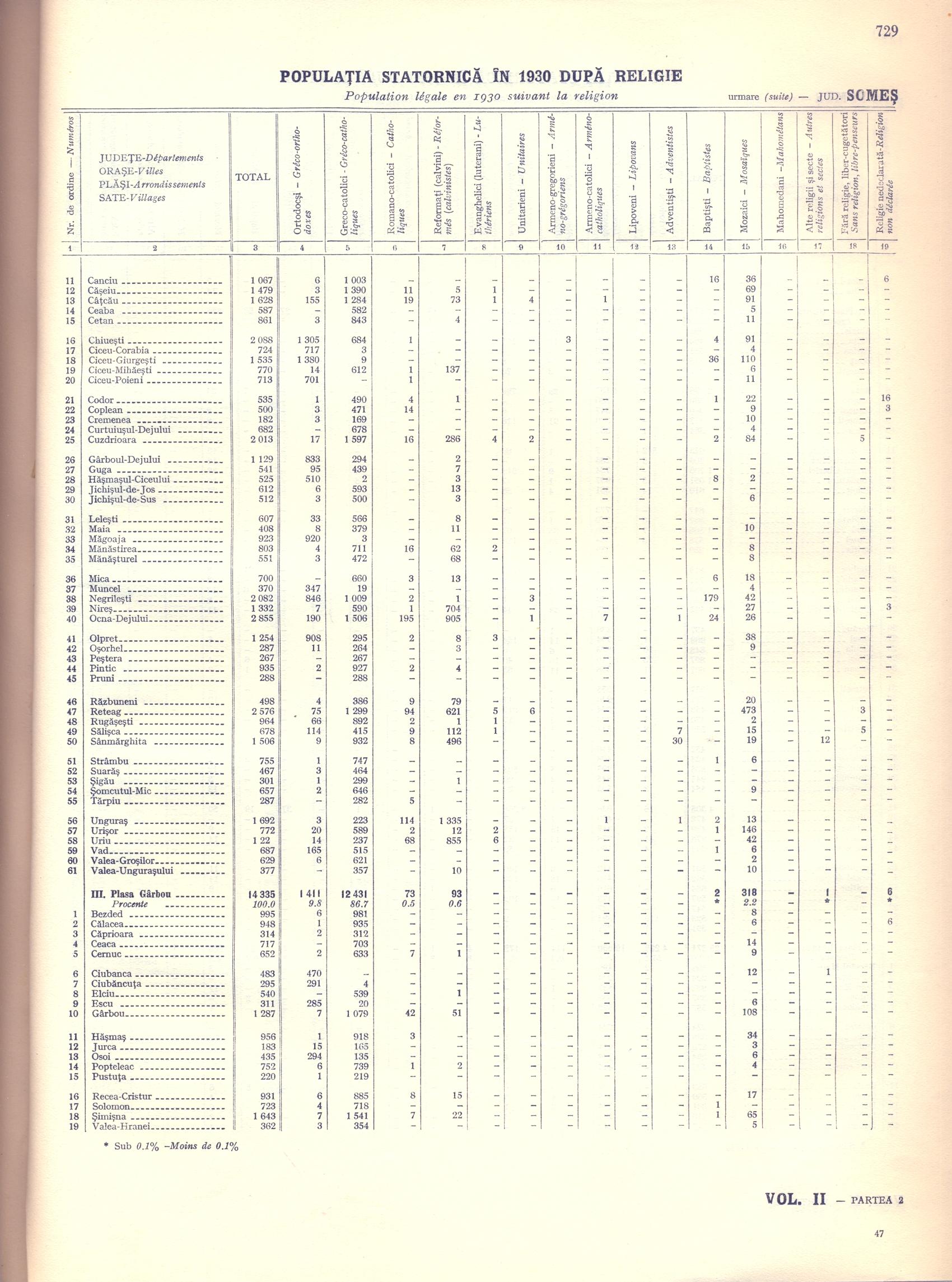
Populația județului în anul 1930, după religie
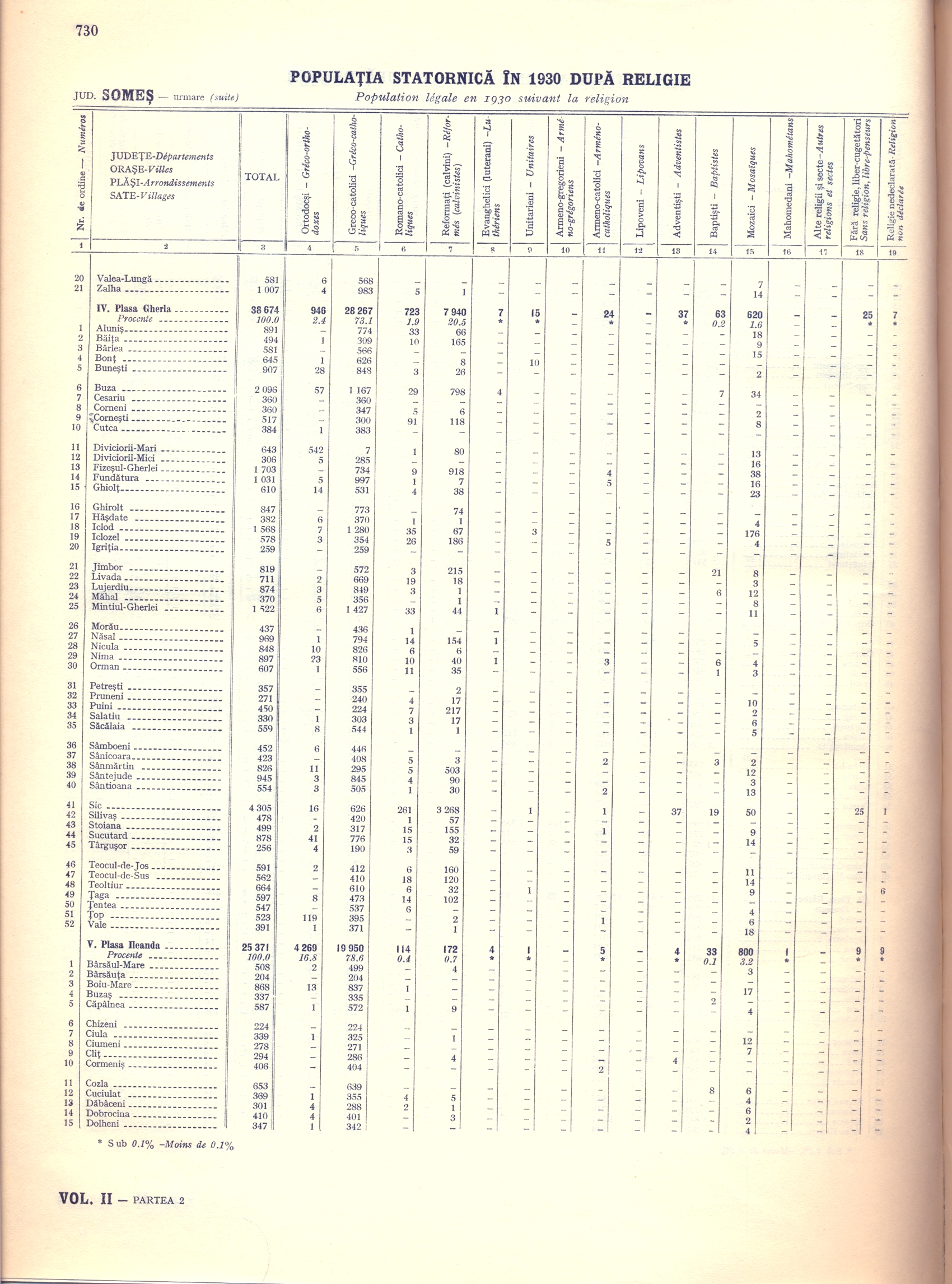
Populația județului în anul 1930, după religie
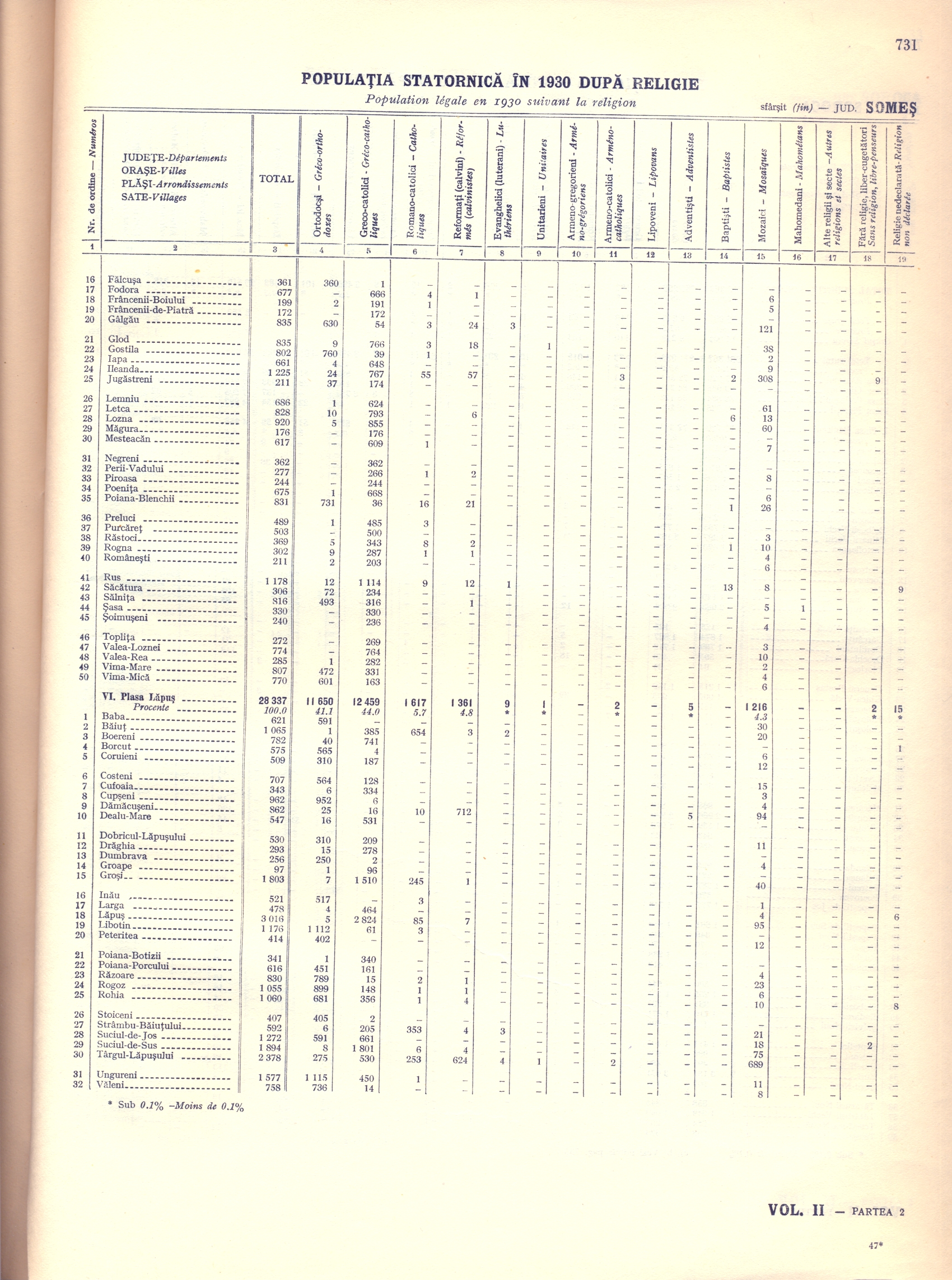
Populația județului în anul 1930, după religie